# Vithicab
Vithicab (* vor 360; † 368; lat. Vithicabius) war von 360 bis 368 alamannischer Gaukönig einer gens (Sippe), deren Stammesgebiet in einem rechtsrheinischen Gebiet bei Breisach im Breisgau vermutet wird. Er war der Sohn Vadomars.

## Leben
Vithicab wuchs als Geisel in römischer Obhut auf. Nach dem Tode seines Vaters Vadomar wurde er dessen Nachfolger als Gaukönig. Trotz seines Versprechens an den Caesar Julian, beständigen Frieden zu halten, kam es unter Vithicab immer wieder zu Überfällen und Übergriffen auf römisches Gebiet. Die Römer versuchten wiederholt, ihn zu beseitigen, zunächst aber ohne Erfolg. 368 gelang es Valentinian I., ihn durch einen bestochenen Diener umzubringen. Die Überfälle fanden daraufhin für eine Zeitlang ein Ende.
Vithicab wird von Ammianus Marcellinus respektvoll als „dem Anschein nach ein verweichlichter und kränklicher, in Wirklichkeit jedoch energischer und tapferer Mann“ geschildert.

## Geographische Zuordnung
In der historischen Fachliteratur wird Vithicab, ebenso wie sein Vater Vadomar und sein Onkel Gundomad, häufig als König der Breisgauer (brisgavi) bezeichnet, was alleine aus den geographischen Angaben Ammianus Marcellinus’ zu deren Aktivitäten abgeleitet wurde. Allerdings gilt diese Zuordnung als unsicher, da die Existenz eines Volksstammes der brisgavi zu Lebzeiten Vithicabs nicht nachweisbar ist. Die erste, wenn auch indirekte, Nennung des Landschaftsnamens brisgavi erfolgte erst zwischen 395 und 398 in der Notitia Dignitatum.